# Ojuelos de Jalisco
Ojuelos de Jalisco es una ciudad de la Región Altos Norte del estado de Jalisco, México. Es la cabecera del Municipio de Ojuelos de Jalisco. Se encuentra localizado en la región Centro-Norte de México en el corazón del Bajío.

## Toponimia
Su nombre se debe a que en el momento de su fundación existían muchos ojos de agua en el municipio.

## Historia
Sus primitivos pobladores fueron chichimecas y huachichiles, que se establecieron en el lugar entre los siglos XIII y XIV de nuestra era.
El poblado fue fundado durante el Virreinato español en 1569 al construirse ahí un “Fuerte” o presidio, por órdenes del Virrey Martín Enríquez de Almanza para proteger a los españoles que transitaban entre la Ciudad de México y el recién descubierto mineral de Zacatecas y los cuales eran constantemente hostilizados por los huachichiles que habitaban en el cerro del Toro, en las inmediaciones de la actual ubicación de Ojuelos. De particular significado fueron los ataques infringidos por el legendario líder de los huachichiles Maxorro, los cuales provocaron que el Virrey decidiera la construcción de siete fuertes a largo de la conocida como la Ruta de la Plata. Los dos primeros fuertes se construyeron en Ojuelos y Portezuelos, bajo la supervisión del alcalde mayor de Jilotepec Melchor de Ávila, quien informó a la Corona de la terminación de las obras de construcción del fuerte de Ojuelos el 29 de abril de 1570. De todos los más de 50 fuertes que en años posteriores se construyeron en los caminos de la región, el de Ojuelos es el que se ha logrado conservar hasta nuestros días albergando en la actualidad las instalaciones de la Presidencia Municipal de Ojuelos. Este monumento fue declarado por la UNESCO como Patrimonio Cultural de la Humanidad, dentro del Camino Real de Tierra Adentro.   

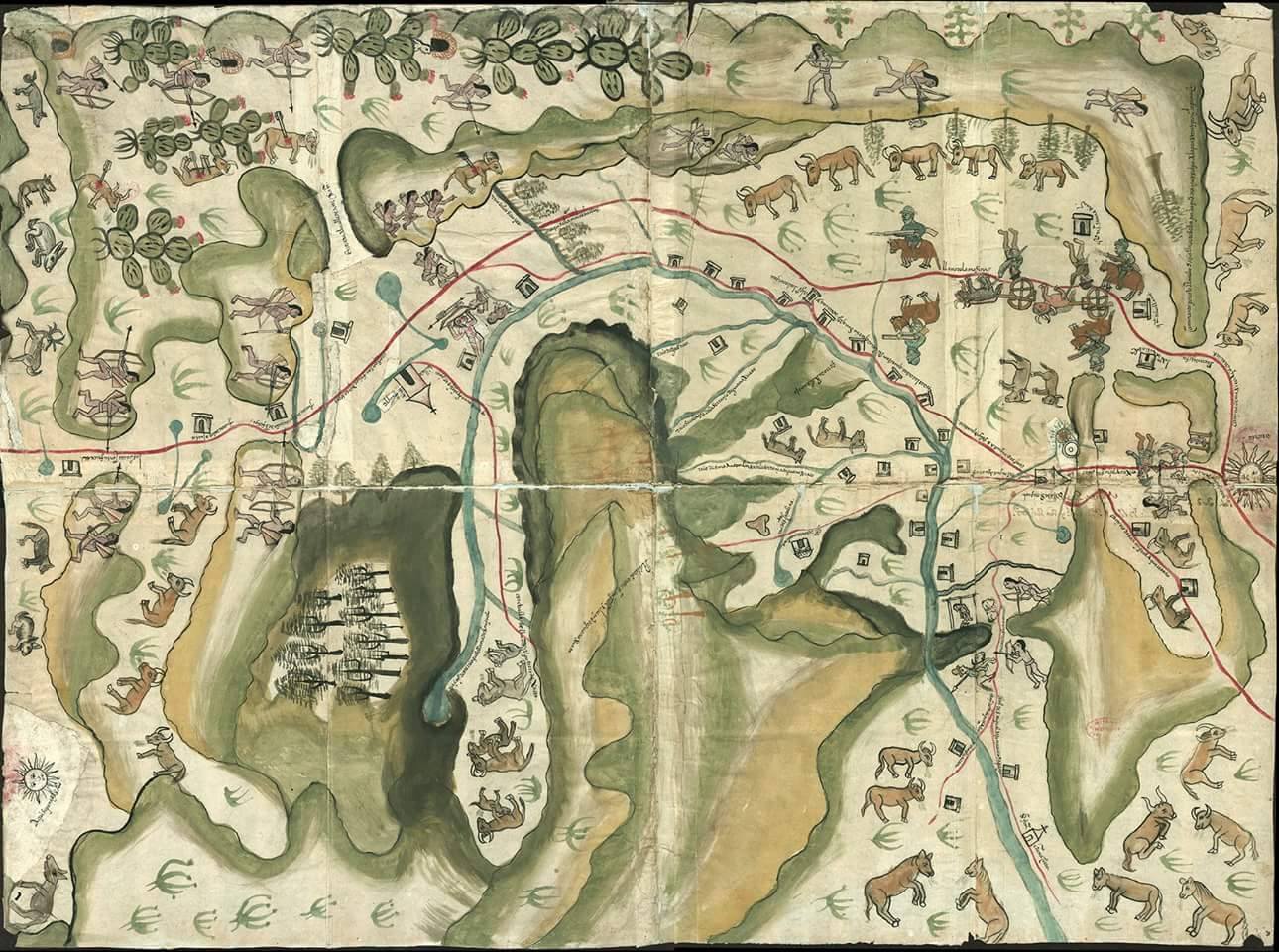
El más antiguo mapa de la región Centro-Norte de México incluyendo el Fuerte de Ojuelos.. El mapa original se encuentra en el Museo Nacional de Historia en Madrid, España

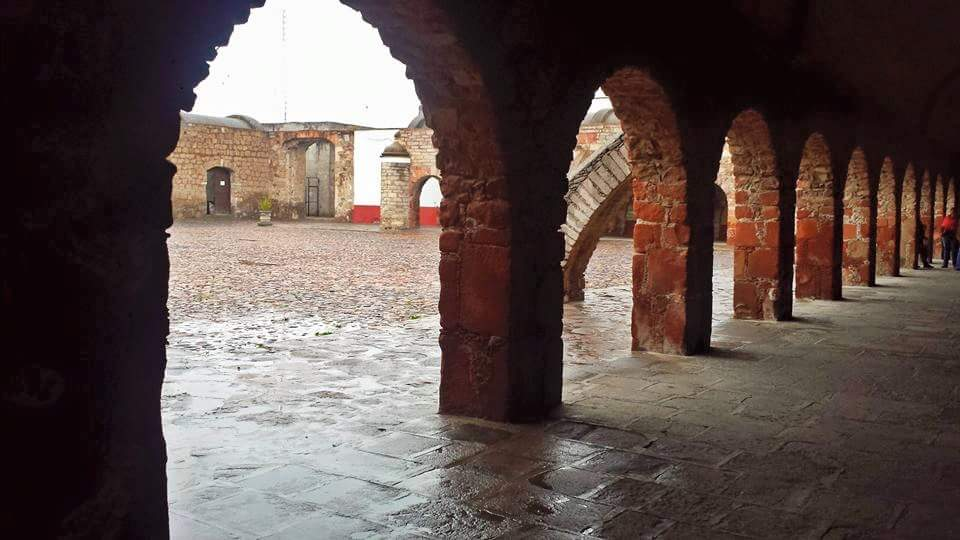
Fuerte de Ojuelos. Siglo XVI

Más tarde fue finca particular, perteneciente primero a San Nicolás de Quijas, municipio de Pinos estado de Zacatecas, y después a Ciénaga de Mata del municipio de Lagos de Moreno estado de Jalisco. La abundancia de ojos de agua y de pasto que en ese tiempo había fueron determinantes para seleccionar ese terreno. Habitaban tal sitio entre ocho y diez familias que servían a los peninsulares desempeñando funciones de pastores.
A fines de la Independencia, Ojuelos cambió su categoría de estancia al convertirse en hacienda, debido a su incremento demográfico. 

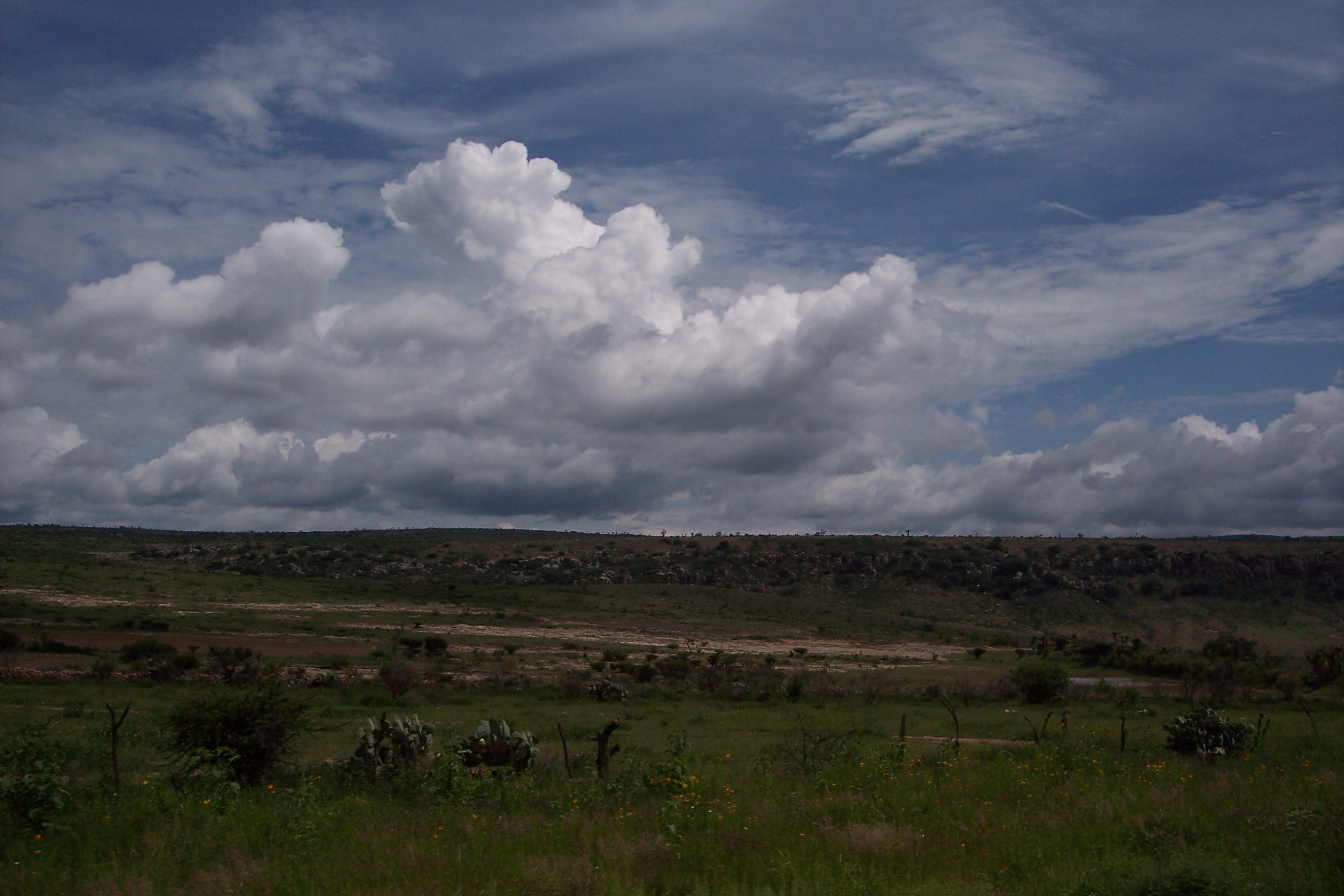
Paisaje de Ojuelos.

En 1811 fueron sus alrededores seguro refugio de guerrilleros entre ellos el célebre “Pancho”, salteador de diligencias cargadas de oro y plata procedentes de los fundos mineros de Zacatecas, Durango y Aguascalientes, a quien auxiliaban los hermanos, apodados también “Los Pachones”.

### Un pueblo fronterizo
La historia de Ojuelos ha estado siempre ligada a los límites fronterizos entre demarcaciones políticas. En la época colonial Ojuelos era la frontera entre la Audiencia de México y la Audiencia de Guadalajara. 
Durante la Segunda Intervención Francesa Ojuelos perteneció al Departamento de Aguascalientes.
En 1862, por decreto del 12 de febrero, expedido por la legislatura de Zacatecas, se elevó a la categoría de municipalidad, pero solamente media población, pues la otra mitad pertenecía a Jalisco, pasando la línea divisoria por una de las calles céntricas del poblado. Esta división nunca tuvo satisfechos a los vecinos del pueblo, quienes lucharon porque su totalidad perteneciera a Jalisco. Después de gestionar la segregación de la parte perteneciente a Zacatecas durante diez años, en 1874 lograron su objetivo erigiéndose en municipio el 23 de septiembre de 1874, según el decreto número 411 expedido por el Congreso de Jalisco. El lema del movimiento cívico-político que culminó con la adhesión a Jalisco era "Ojuelos es de Jalisco". De ahí que el nombre oficial que se seleccionó para este nuevo municipio fue el de "Ojuelos de Jalisco". Uno de los personajes que dirigió el movimiento civil fue el Sr. Domingo Macías, quien a la postre se convertiría en el primer Presidente Municipal de Ojuelos.
En la actualidad, el municipio colinda con los estados de Aguascalientes, Zacatecas y Guanajuato y además se encuentra a gran proximidad del estado de San Luis Potosí. En el estado de Jalisco colinda con el municipio de Lagos de Moreno.

### Importancia histórica
La singularidad histórica de Ojuelos radica en el hecho de que su Fuerte es el único de los siete construidos inicialmente en el siglo XVI que aún conserva muchas de sus características originales. Actualmente alberga las instalaciones de la Presidencia Municipal. Otro de los monumentos coloniales que aún se conserva es el Puente de Ojuelos. Ambos forman parte del conjunto de sitios históricos reconocidos por la UNESCO como Patrimonio Cultural de la Humanidad.
Por otra parte, el Archivo de la Hacienda de San José de Ojuelos, el cual abarca los siglos XVIII y XIX se encuentra casi íntegro y disponible para consulta por historiadores en las instalaciones del Archivo Municipal en la Casa de la Cultura. Es una de las pocas colecciones completas de la vida de la hacienda mexicana. 
A fines del siglo XIX se introdujo la imprenta y se publicó el periódico denominado "El Aldeano", del cual, desafortunadamente, no se conservan ejemplares a la fecha.

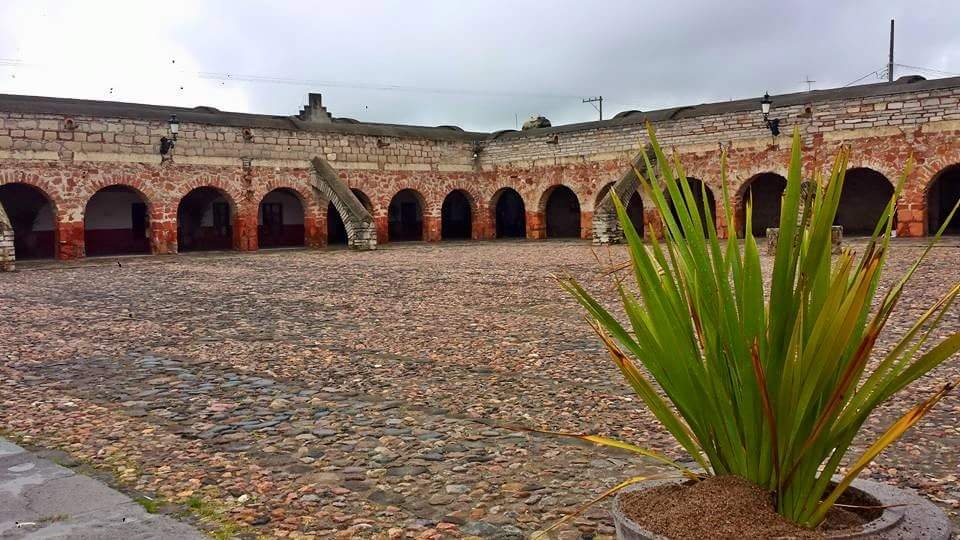
Fuerte de Ojuelos construido en 1569.

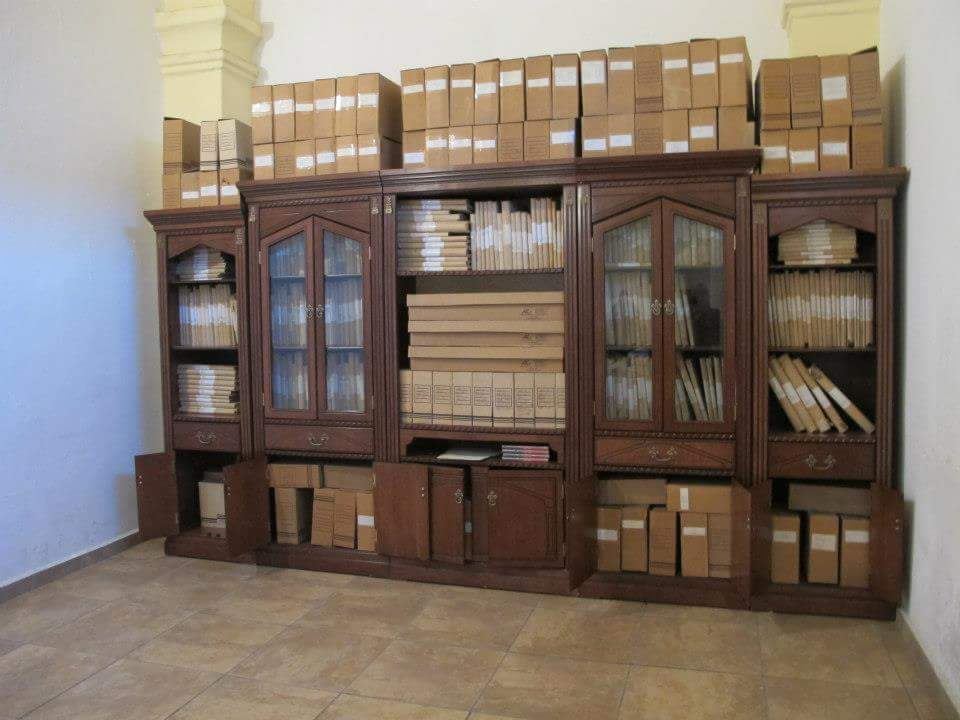
Archivo de la Hacienda de Ojuelos.

## Economía

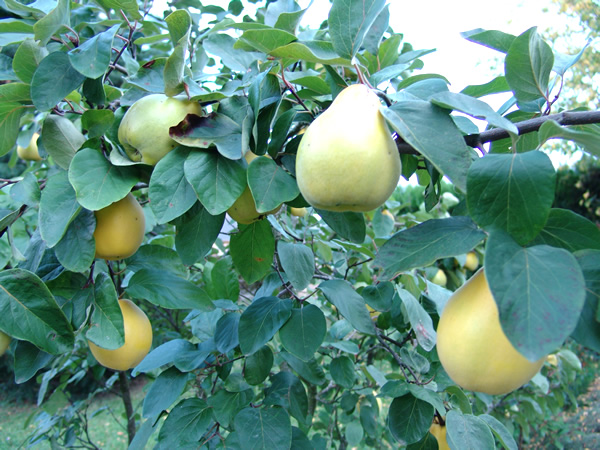
Se cultiva el membrillo en el municipio.

Ganadería. Se cría ganado bovino, ovino, equino, caprino y porcino. Además de aves y colmenas.
Por sus peculiares catacterísticas climático-ecológicas, el municipio de Ojuelos es sede de varias de las principales crianzas de reses bravas que existen en México para la fiesta taurina. Dentro de ellas destacan las ganaderías de La Alianza de San Fermín (ganadería fundada por el célebre torero Fermín Rivera), Chinampas, Salitrillo de Chinampas, Corlome y una parte de la ganadería de La Punta, la cual se encuentra enclavada principalmente en el municipio de Lagos de Moreno.
Agricultura. Destacan el maíz, chile, tomate, trigo, cebada, nopal, durazno, membrillo, pera, higo, tuna, nuez y frijol.
Comercio. Predominan los establecimientos dedicados a la venta de productos de primera necesidad y los comercios mixtos que venden artículos diversos.
Industria. La principal actividad es la industria manufacturera, aunque esta es incipiente.
Servicios. Se prestan servicios financieros, profesionales, personales, de mantenimiento, técnicos, comunales, sociales y turísticos.
Minería. Existen pequeños yacimientos de estaño y mercurio.
Explotación forestal. Se explotan: pino, roble y encino, a escala mínima.

## Turismo
Arquitectura
- El Fuerte (Palacio municipal). Construido en el siglo XVI.
- El Parián (construcción única en México, de 102 arcos ojivos de cantera blanca). Su diseño se atribuye al cura Luis G. Maciel.
- Hacienda de Ojuelos (típica casa de hacienda, que hoy se utiliza como centro de capacitación y reuniones de la parroquia.
- El Puente de Ojuelos. Construido en el siglo XVI

Artesanías

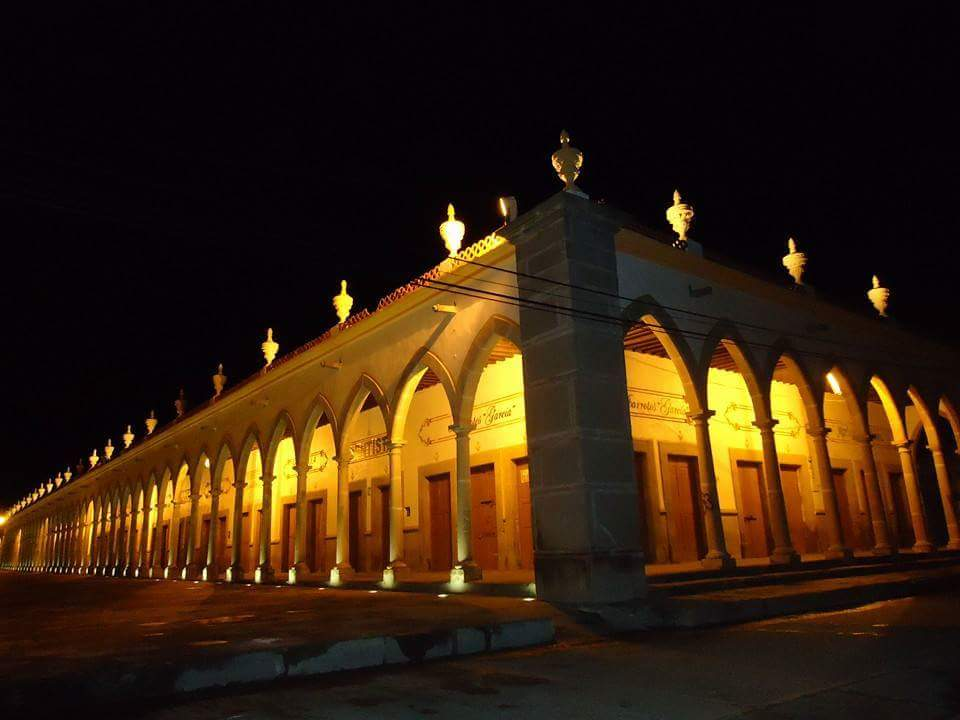
El Parián de Ojuelos. 102 arcos ojivales de cantera blanca. Siglo XIX

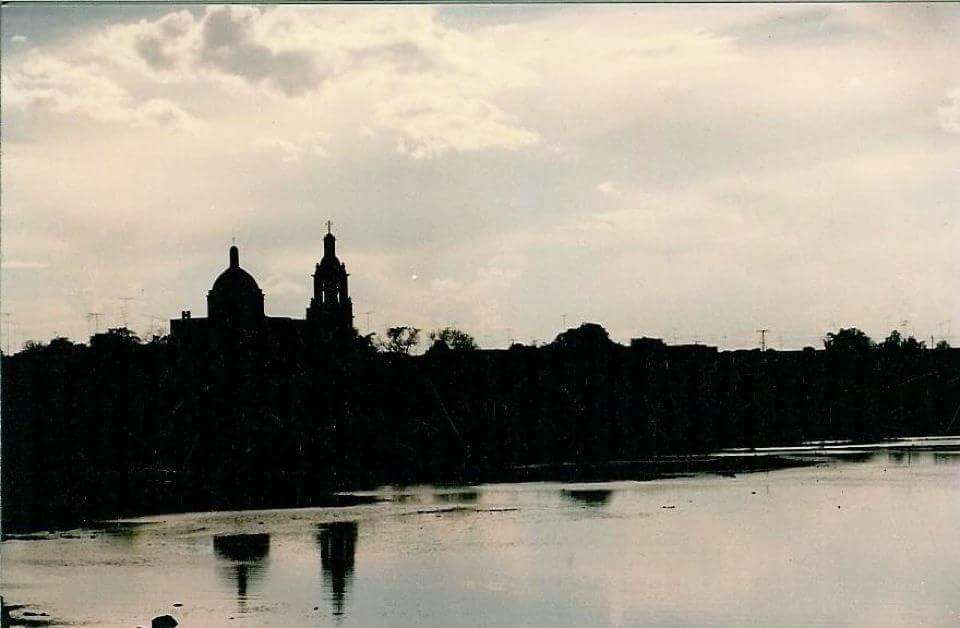
Vista de la parroquia de Ojuelos desde la laguna

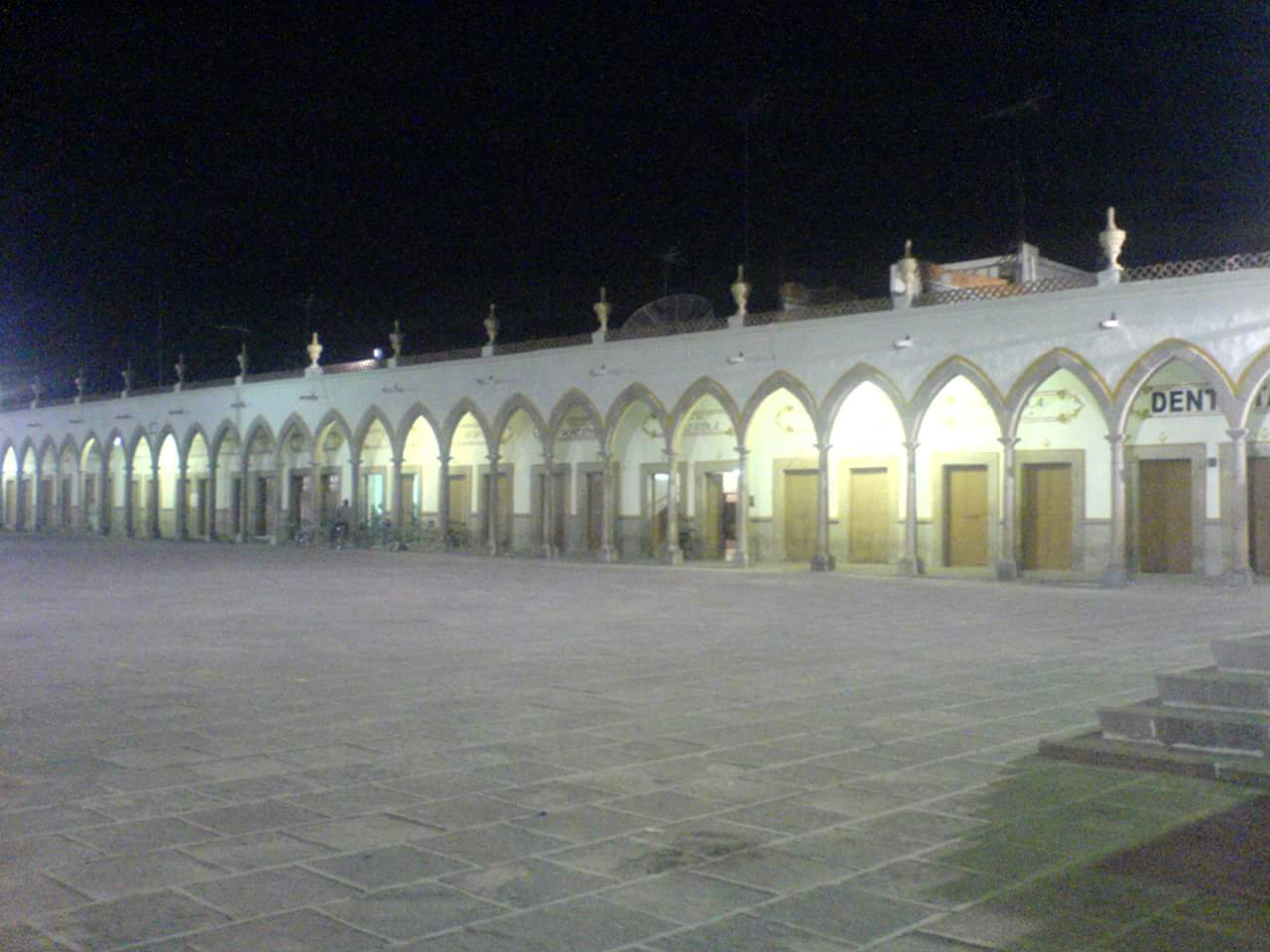
El Parián de Ojuelos.

- Elaboración de: sarapes de lana, alfarería, muebles tipo colonial, rompope y melcocha de tuna.

Iglesias
- Templo de San José.

Parques y reservas
- Cerro del Toro y el Mayal.
- Cerro de Buenavista.

"Centro de México"
- En la Plaza de Armas de Ojuelos (entre la Presidencia Municipal y la iglesia parroquial de San José) se encuentra un letrero tridimensional multicolor que dice "OJUELOS" y abajo de esta palabra, en letras de menor tamaño, de color blanco, la frase "CORAZON DE MEXICO" (sin acento en la "o" ni en la "e"), y al buscar en Google Maps lo siguiente: "Centro de México, Ojuelos", el sitio web (o la aplicación Google Maps) despliega un mapa satelital con la leyenda: "Centro de México" y la imagen de una silueta-símbolo blanco de una cámara fotográfica. Al dar clic o pulsar en dicha cámara se abren fotografías de la plaza principal del pueblo, donde hay una estatua de un Cristo con corona de espinas, colocada sobre un pedestal en forma de pirámide cuadrangular truncada, y el letrero citado. Pretendidamente esta plaza 21°52′0.93″N 101°35′26.16″O / 21.8669250, -101.5906000 es el centro geográfico de los Estados Unidos Mexicanos, lo cual no es verdad.

Patrañas de este tipo han circulado desde hace decenios. La gente del pueblo de Tequisquiapan, Querétaro, se jacta de contar con el "centro geográfico" del país, 20°31′17.62″N 99°53′38.2″O / 20.5215611, -99.893944 por acuerdo de 1916 del primer jefe del Ejército Constitucionalista y encargado del Poder Ejecutivo Federal Venustiano Carranza. En mayo de 1970, las autoridades municipales de Tequisquiapan develaron una placa alusiva.
La ciudad de Aguascalientes alguna vez también afirmó ser el centro, y las autoridades de ese municipio colocaron una placa, en la plaza central de esa ciudad (ya no está allí).
Por su parte, el Instituto Nacional de Estadística y Geografía (INEGI), indica que el centro geográfico de México, al tomar en cuenta solamente los extremos continentales, se ubica en las coordenadas siguientes: 23°37′43″N 101°55′48″O / 23.62861, -101.93000, un punto al nornoroeste de Nueva Pastoría, un pueblo enclavado en el municipio zacatecano llamado Villa de Cos.
Pero el cálculo del INEGI se basa en promedios de los términos medios de las varias líneas rectas más largas que pueden ser trazadas entre extremos del país.
El investigador, viajero y redactor de la revista México Desconocido Homero Adame Martínez calculó para la edición de enero de 2000 de dicha publicación, que el centro geográfico de México se sitúa al sur del pueblo zacatecano llamado Cañitas de Felipe Pescador, en las proximidades de una bifurcación de la vía ferroviaria Ciudad de México-Ciudad Juárez (de ahí, el ramal oriente lleva a Saltillo, Coahuila): 23°34′56″N 102°43′48″O / 23.58222, -102.73000.

## Fiestas
Fiestas civiles
- Feria regional. En septiembre.

Fiestas religiosas
- Fiesta en honor de San Isidro Labrador. El 15 de mayo.
- Fiesta en honor de San José Obrero. Del 22 de abril al 1 de mayo.
- Fiestas en honor a Nuestra Señora de Guadalupe en diciembre.
- Fiestas en honor a San Miguel Arcángel en septiembre.

## Personas destacadas
| Enrique Díaz de León (1890-1937). | Primer rector de la Universidad de Guadalajara. |
| Valentina Trinidad Ruvalcaba      | Guerrillera de la Revolución mexicana |
| Jesús Ibarra López                | Profesor y presidente municipal (1965-1967). |
| Aca Entre Geeks Don Wally         | Creador de contenido digital. Su origen en la comunidad geek es variado, aunque es ampliamente conocido por proyectos como "Aca Entre Geeks", donde explora cultura Geek y Videojubalistica, y "Un Peso de Salsa", dedicado a la cultura mexicana. Como fundador de Chamaqueados Media, Wally Alfarez impulsa el talento independiente y su legado en el mundo digital. |

Otros ojuelenses que han sido reconocidos públicamente en el marco del programa de Homenajes a Personajes Distinguidos de los Altos de Jalisco, promovido por el Gobierno del Estado de Jalisco, son:
Aurelio Pantaleón González Arenas, Pintor y artista plástico.
- Domingo Macías. Político y primer Presidente Municipal.
- Luis G. Maciel. Sacerdote y benefactor. Visionario en el diseño del trazo urbano de la ciudad y de importantes obras arquitectónicas como El Santuario, El Parián, la Escuela de Artes y Oficios y el Hospital.[13]
- Alfredo Ramírez Jasso. Presbítero.
- Carmen Rodríguez Leal. Profesora.
- Domingo Machuca. Agricultor.
- Manuel Marmolejo Dávila. Servidor público, filántropo, historiador y educador.
- Francisco Marmolejo Cervantes. Educador internacional.
- Profesor Joaquín Ibarra Alcalá. Presidente municipal (1977-1979) y gestor de la adquisición del Fuerte de Ojuelos para su futura preservación.
- Gela Dávila, madre de familia destacada, contribuyó significativamente a la comunidad al establecer el primer módulo de CBTIS DGTI en Ojuelos de Jalisco, proporcionando así a los jóvenes Ojuelenses una preparación académica que les asegura un futuro prometedor como profesionistas.